# Sebastián Monesterolo
Omar Sebastián Monesterolo (San Francisco, Provincia de Córdoba, Argentina, 30 de marzo de 1983) es un futbolista argentino. Juega como delantero y su primer equipo fue Sportivo Belgrano. Actualmente se desempeña en La Emilia del Torneo Federal C.

## Trayectoria
Monesterolo pasó varios años en inferiores de Boca, antes de trasladarse a las divisiones inferiores de  Banfield en 2003.
Su debut profesional fue con Sportivo Belgrano en su ciudad natal.
Después de unirse a  La Valetta en enero de 2006 se estableció rápidamente como uno de los mejores delanteros de la liga. Él continuó marcando goles y jugando a un alto nivel en la segunda mitad de 2006 (16 goles en 13 partidos de liga). Una oferta de Kuwait SC fue demasiado bueno para rechazarlo, y él se unió al club en el cambio de año. La estancia en Kuwait no fue particularmente exitoso, sin embargo.
Cuando  La Valetta estaban dispuestos a invertir fuertemente en nuevos jugadores para la temporada 07/08, Monesterolo fue uno de los objetivos principales. Volvió a Malta, recibiendo una cálida bienvenida. En dicha temporada obtuvo el título de liga y se convirtió en el primer no europeo en ser el máximo goleador de una temporada de la Premier maltesa. Sin embargo, estaba lejos de la forma que ha estado en cuando se fue a mitad de la temporada 06/07. Luchó durante varios meses, pocos goles y un buen desempeño por debajo del nivel que había tomado su juego durante su primera estancia en el club. Cuando los rumores de su posible salida en el mercado de invierno comenzaron a circular, que entró en acción, anotando casi a una vez más. Anotó cuatro goles en 33 minutos en un increíble victoria 7-0 sobre Marsaxlokk FC, actual campeón y uno de los principales rivales en el 07/08. Monesterolo también el hizo el gol del empate del Valleta, en Malta en el amistoso 1-1 Betfair Copa (seguido por una pena de ganar de Valletta) en contra de Juventus. Su asociación con Frank Temile jugó un papel importante en la obtención del título de  La Valetta.
La tercera etapa en  La Valetta fue una gran decepción. Era visto como la pieza que faltaba en el rompecabezas de La Valeta, cuando regresó al club, pero esta vez parecía aún más de forma que al comienzo de su segunda etapa. Pronto fue usado principalmente como suplente, y sólo logró un gol en un total de 14 partidos de liga. Al final de la temporada fue puesto en libertad y firmó un contrato con el East Bengal Club.
En enero de 2010, firmó por el Club Sportivo y Biblioteca Atenas, equipo que milita en el Torneo Argentino B y que ha jugado sólo 6 meses.
En junio de 2010, firma por Crucero del Norte de Misiones, del Torneo Argentino A.
En enero de 2011 es transferido a Club Sportivo Desamparados, del Torneo Argentino A.
En estos días está jugando en el Club Atlético San Jorge de la provincia de Santa Fe, donde ya ocupa un importante lugar en el equipo, dándole la clasificación al "uruguayo" en la primera ronda de la Copa Argentina 2011/2012 convirtiendo un gol en tiempo de descuento contra Juventud Unida de Gualeguaychú, y convirtiendo algunos goles más en el Torneo Argentino B.

## Clubes
| Club                           | País      | Año       |
| ------------------------------ | --------- | --------- |
| Sportivo Belgrano              | Argentina | 2003-2004 |
| Juventud Unida de Gualeguaychú | Argentina | 2005      |
| MPPJ Selangor FC               | Malasia   | 2005      |
| Valletta FC                    | Malta     | 2006      |
| Kuwait SC                      | Kuwait    | 2007      |
| Valletta FC                    | Malta     | 2007-2008 |
| Hapoel Bnei Lod                | Israel    | 2008      |
| Valletta FC                    | Malta     | 2009      |
| East Bengal                    | India     | 2009      |
| Atenas de Río Cuarto           | Argentina | 2010      |
| Crucero del Norte              | Argentina | 2010      |
| Desamparados de San Juan       | Argentina | 2011      |
| Atlético San Jorge             | Argentina | 2011-2015 |
| Sarmiento de Leones            | Argentina | 2015      |
| Central Norte de Salta         | Argentina | 2016      |
| 9 de Julio de Rafaela          | Argentina | 2016      |
| La Emilia (San Jorge)          | Argentina | 2017-?    |